# Раштский район
Раштский район (тадж. Ноҳияи Рашт) — район республиканского подчинения в Таджикистане.
Районный центр — пгт Гарм, расположенный на правом берегу реки Сурхоб, между хребтами Каратегинским и Петра I, в 185 км к востоку от Душанбе. Известен со Средневековья как одно из поселений на Великом шёлковом пути, столица исторической области Каратегин в горах Памиро-Алая.

## История
В досоветский период территория нынешнего Раштского района располагалась в пределах Каратегинского бекства Бухарского эмирата.
С прекращением существования эмирата в 1920 году и образованием Бухарской народной советской республики (БНСР) было введено деление на вилайеты и тюмени. Гармский тюмень существовал в 1920—1929 годах в составе Гармского вилайета, сперва в составе БНСР, а с 1924 года — Таджикской АССР (входившей в Узбекскую ССР).
В декабре 1929 года провозглашена Таджикская ССР, и Гармский тюмень, преобразованный в Гармский район, стал частью Гармского округа.
1 октября 1931 года Гармский округ был упразднён, и Гармский район получил прямое республиканское подчинение.
С 16 марта 1938 года Гармский район входил в повторно сформированный Гармский округ.
С 27 октября 1939 года Гармский район — в составе Гармской области вплоть до её упразднения в 1955 году.
С 24 августа 1955 года район вновь имеет республиканское подчинение Таджикской ССР (с конца 1991 года — Республики Таджикистан).
Постановлением Маджлиси Милли Маджлиса Оли Республики Таджикистан № 190 от 28 апреля 2001 года Гармский район переименован в Раштский район, в память об исторической области Рашт.
В 2010 году в Раштском районе произошли боестолкновения Вооружённых сил Таджикистана с отрядами Исламского движения Узбекистана.

## Основание и статистические данные
Территория Раштского района составляет 4613 км². Численность населения по состоянию на 1 января 2022 года составляет 131,1 тыс. человек. Население занимается в основном земледелием, скотоводством, выращиванием картофеля, садоводством.
| Численность населения | Численность населения | Численность населения | Численность населения | Численность населения | Численность населения | Численность населения |
| 1939                  | 2003                  | 2004                  | 2005                  | 2006                  | 2007                  | 2008                  |
| --------------------- | --------------------- | --------------------- | --------------------- | --------------------- | --------------------- | --------------------- |
| 59 708                | ↗87 900               | ↗89 800               | ↗91 600               | ↗93 700               | ↗95 200               | ↗97 100               |
| 2009                  | 2019                  | 2020                  | 2021                  | 2022                  |                       |                       |
| ↗99 300               | ↗125 400              | ↗127 400              | ↗129 100              | ↗131100               |                       |                       |

Территория пгт. Гарм составляет 112 га, где проживает 1103 семей общей численностью 9014 человек. Район состоит из 14 общин, 2 из них — Гарм и Навабад — поселковые, остальные — сельские общины (джамоаты). В данное время в этом районе существует 67 общеобразовательных школ, 19 средняя и 26 начальных школ с общей численностью учащихся в 30 246 школьников.
До прихода Советской власти в этой долине не было лечебных учреждений, первое лечебное заведение было создано для Красной Армии в 1925 году и только после 1931 года появилась больница для населения.
На данный момент Центральная районная больница оснащена современным оборудованием, также в Раштском районе работают 50 медпунктов, которые оказывают медицинскую помощь населению.

## Административное деление
В состав Раштского района входят 2 посёлка городского типа — Гарм и Навабад, 12 сельских общин(тадж. ҷамоат) и 155 сёл:
| Административное деление Раштского района |                  |
| Сельская община                           | Население (2019) |
| Гарм, пгт                                 | 8630             |
| Навабад, пгт                              | 5300             |
| Аскалон                                   | 4619             |
| Джафр                                     | 7654             |
| Калаи-Сурх                                | 17069            |
| Каланак                                   | 10951            |
| Нусратулло Махсум                         | 14577            |
| Навди                                     | 17983            |
| Оби-Мехнат                                | 2704             |
| Рахимзода                                 | 13400            |
| Тагоба                                    | 6326             |
| Хиджборак                                 | 6265             |
| Хоит                                      | 8172             |
| Ясман                                     | 6194             |

## Председатели хукумата
- Идизода Зарина Фузайлшо (с 30.01.2024)[13]

## Природа и природные ресурсы
Природа Раштского района очень красивая, ущелья Камароб, Ясман и Хаит считаются лучшими местами для отдыха.
В Раштском районе есть такие природные богатства как уголь, алюминий, мрамор, уголь который добывается в месторождение Назарайлок совета Ясман, который по температуре горения считается уникальным в республике. В том числе в Раште есть минеральные источники, которые считаются лечебными.

## Известные гармчане
Раштский район является родиной государственных деятелей, известных артистов, писателей, учёных, как Абдурахмон Назриев, Саидрахмон Назриев, Кодир Назриев, Нусратулло Махсум, Шагадаев, Мунавар, Сайдулло Хайруллоев, Мирзо Рахматов, Боки Рахимзода, Мехмон Бахти, Зафар Нозим, Хайдар Касимов и многих других.